# 飯田栄彦
飯田 栄彦（いいだ よしひこ、1944年7月13日 - 2015年9月30日）は、日本の児童文学作家。

## 来歴・人物
福岡県甘木市出身。福岡県立朝倉高等学校を経て、早稲田大学教育学部国語学科卒業。1972年に『燃えながら飛んだよ!』で講談社児童文学新人賞、1975年に『飛べよ、トミー!』で野間児童文芸推奨作品賞、1986年に『昔、そこに森があった』で第26回日本児童文学者協会賞をそれぞれ受賞した。その他に『ゴンちゃんなんばしよるとや?』、『ひとりぼっちのロビンフッド』など多数の著書がある。
朝倉市に住んでいたため、純真女子短期大学客員教授を務めていた。自己の教育観念を通しての授業は学生に大変人気があった。国語教育、特に自らが児童文学の作家ということもあり、そのことを基盤とした指導は絶大であった。
2015年9月30日、食道癌のため死去。

## 著書
- 燃えながら飛んだよ!（1972年、講談社）のち青い鳥文庫 解説：山下明生
- 飛べよ、トミー!（1974年、講談社）
- おじいちゃんはとんちんかん（1979年、講談社）
- ぼくのとんちんかん（1980年、講談社）
- いいかげんにしろ!にいちゃん（1980年、太平出版）
- ゴンちゃんなんばしよるとや?（1981年、学校図書）
- かぜのおくりもの（1983年、サンリード）
- 昔、そこに森があった（1985年、理論社）のち復刻版 解説：神宮輝夫
- 1・2パンチたまがったあ（1985年、文研出版）
- 真夏のランナー（1987年、あかね書房）
- なの花のにちようび（1988年、理論社）
- チコチコナアのぼうけん（1990年、理論社）
- ひとりぼっちのロビンフッド（1991年、理論社）
- さよならはあしたのために（1996年、汐文社）
- おやじの子育て（1996年、汐文社）
- ゆきのあそぼーい（1998年、海鳥社）
- ラストプレゼント 介護は親からの贈り物（2001年、西日本新聞社）